# Popfly Game Creator
Popfly Game Creator es un servicio que ofrece Microsoft donde se pueden crear juegos sin requerir conocimientos de informática.
Estos juegos se pueden crear de una manera interactiva, sencilla y rápida; además, de poder compartirse con otros usuarios por medio de gadgets, Facebook y muchas aplicaciones web más.
Se caracteriza, ya que es una aplicación basada en silverlight que le permite poder hacerse por medio del lenguaje XAML(el mismo utilizado por Windows Presentation Fundation).
Su fácil utilidad consiste en presentar variedad de plantillas para realizar el juego, así como también se puede comenzar el diseño desde la propia imaginación de cada usuario.
El viernes 2 de mayo de 2008, Microsoft Popfly lanzó Popfly Game Creator, el cual sigue el estándar de Popfly de crear mashup o aplicaciones sin la necesidad de tener conocimientos de programación, lo que lo hace accesible y de utilidad para una mayor cantidad de personas que les llame la atención crear sus propios juegos y no tenga muchos conocimientos sobre programas más confusos.
Los juegos pueden ser vistos desde:
- El navegador(que soporte silverlight)
- Facebook
- Gadget en Windows Vista, entre otras.

Proyecto Cerrado:
Como se anunciaba el 16 de julio de 2009, el 24 de agosto de 2009 Popfly Game Creator fue desconectado oficialmente.